# Ophiostoma tenellum
Ophiostoma tenellum är en svampart som först beskrevs av R.W. Davidson, och fick sitt nu gällande namn av M. Villarreal 2005. Ophiostoma tenellum ingår i släktet Ophiostoma och familjen Ophiostomataceae.   Inga underarter finns listade i Catalogue of Life.